# Mistrovství Evropy ve fotbale 2020
Mistrovství Evropy ve fotbale 2020, označované též jako UEFA Euro 2020, Euro 2020 nebo Euro 2021, bylo 16. mistrovství Evropy ve fotbale, mezinárodní mužský fotbalový turnaj konající se pravidelně každé čtyři roky pořádaný evropskou fotbalovou asociací UEFA. Měl se původně konat od 12. června do 12. července 2020, ale byl o rok odložen kvůli pandemii covidu-19 v Evropě. Ač bylo konání turnaje přeloženo na rok 2021, zůstal mu původní název včetně letopočtu.
Turnaj se konal od 11. června do 11. července 2021, poprvé v historii v 11 evropských městech v 11 různých zemích. Finále a semifinále se již podruhé, poprvé od ME 1996, odehrálo na Wembley Stadium v Londýně, které má s 90 000 místy největší kapacitu ze všech hostitelských stadionů. Úvodní zápas se odehrál na Stadio Olimpico v Římě, kde se domácí Itálie utkala s Tureckem. Původně se měl turnaj hrát ve 13 různých městech, ale Brusel kvůli zpoždění se stavbou nového stadionu a Dublin kvůli nejisté přítomnosti diváků na tribunách přišly o pořadatelství. Ze stejného důvodu jako v Dublinu, změnilo Španělsko své pořadatelské město z Bilbaa na Sevillu.
Úřadujícím šampionem bylo Portugalsko, které vyhrálo Euro 2016.
Naposledy a poprvé Itálie vyhrála Mistrovství Evropy v roce 1968.

## Pořadatelství

### Formát turnaje
Na tiskové konferenci 30. června 2012, den před finále Mistrovství Evropy ve fotbale 2012, navrhl předseda UEFA Michel Platini, aby místo toho, aby Euro 2020 hostila jedna nebo dvě země, bylo rozšířeno do "12 nebo 13 měst" po celém kontinentu. 6. prosince 2012 UEFA oznámila, že se turnaj bude konat v několika městech po celé Evropě u příležitosti 60. výročí turnaje. Pořadatelské země tak neměly automaticky zajištěnou kvalifikaci na závěrečný turnaj. UEFA toto rozhodnutí odůvodnila tím, že bylo logické v době finančních potíží napříč Evropou. Rozšíření turnaje z 16 na 24 týmů by také mělo za následek zvýšené náklady pro samostatnou pořadatelskou zemi.

### Kandidatura
Seznam zemí, které podaly kandidaturu zveřejnila UEFA 26. dubna 2014 a finální rozhodnutí o pořadatelích oznámila 19. září 2014. 2 země vyjádřily zájem o finálový balíček (pořadatelství semifinále a finále), ze kterých 1 byla úspěšná a 19 zemí kandidovalo na základní balíček (pořadatelství základních skupin a osmifinále nebo čtvrtfinále), ze kterých 12 bylo původně úspěšných. Brusel přišel o pořadatelství 7. prosince 2017, kvůli zpoždění se stavbou nového stadionu, zápasy tak byly přesunuty do Londýna. Dublin a Bilbao přišly o pořadatelství 23. dubna 2021, protože nemohly garantovat přítomnost diváků na tribunách kvůli pandemii covidu-19, zápasy tak byly přesunuty do Petrohradu, respektive Sevilly.
|  | Úspěšná kandidatura pro pořadatelství zápasů semifinále a finále; později přidány zápasy základní skupiny a osmifinále |
|  | Úspěšná kandidatura pro pořadatelství zápasů základních skupin a čtvrtfinále                                           |
|  | Úspěšná kandidatura pro pořadatelství zápasů základních skupin a osmifinále                                            |
|  | Úspěšná kandidatura pro pořadatelství zápasů základních skupin a osmifinále; později zrušeno                           |
|  | Neúspěšná kandidatura                                                                                                  |

| Země              | Město     | Stadion                      | Kandidatura                        | Výsledek                                                    |
| ----------------- | --------- | ---------------------------- | ---------------------------------- | ----------------------------------------------------------- |
| Anglie            | Londýn    | Wembley Stadium              | základní balíček, finálový balíček | semifinále a finále základní skupiny a osmifinále (přidáno) |
| Ázerbájdžán       | Baku      | Olympijský stadion           | základní balíček                   | základní skupiny a čtvrtfinále                              |
| Belgie            | Brusel    | (nový stadion)               | základní balíček                   | základní skupiny a osmifinále (zrušeno)                     |
| Bělorusko         | Minsk     | Dinamo Stadium               | základní balíček                   | zamítnuto                                                   |
| Bulharsko         | Sofia     | Národní stadion Vasil Levski | základní balíček                   | zamítnuto                                                   |
| Dánsko            | Kodaň     | Parken                       | základní balíček                   | základní skupiny a osmifinále                               |
| Irsko             | Dublin    | Aviva Stadium                | základní balíček                   | základní skupiny a osmifinále (zrušeno)                     |
| Itálie            | Řím       | Stadio Olimpico              | základní balíček                   | základní skupiny a čtvrtfinále                              |
| Izrael            | Jeruzalém | Stadion Teddy                | základní balíček                   | zamítnuto                                                   |
| Maďarsko          | Budapešť  | Puskás Aréna                 | základní balíček                   | základní skupiny a osmifinále                               |
| Německo           | Mnichov   | Allianz Arena                | základní balíček, finálový balíček | základní skupiny a čtvrtfinále                              |
| Nizozemsko        | Amsterdam | Johann Cruyff Arena          | základní balíček                   | základní skupiny a osmifinále                               |
| Rumunsko          | Bukurešť  | Národní stadion              | základní balíček                   | základní skupiny a osmifinále                               |
| Rusko             | Petrohrad | Krestovskij stadion          | základní balíček                   | základní skupiny a čtvrtfinále                              |
| Severní Makedonie | Skopje    | Národní aréna Toše Proeski   | základní balíček                   | zamítnuto                                                   |
| Skotsko           | Glasgow   | Hampden Park                 | základní balíček                   | základní skupiny a osmifinále                               |
| Španělsko         | Bilbao    | San Mamés                    | základní balíček                   | základní skupiny a osmifinále (zrušeno)                     |
| Španělsko         | Sevilla   | La Cartuja                   | –                                  | základní skupiny a osmifinále (přidáno)                     |
| Švédsko           | Stockholm | Friends Arena                | základní balíček                   | zamítnuto                                                   |
| Wales             | Cardiff   | Millennium Stadium           | základní balíček                   | zamítnuto                                                   |

## Kvalifikace

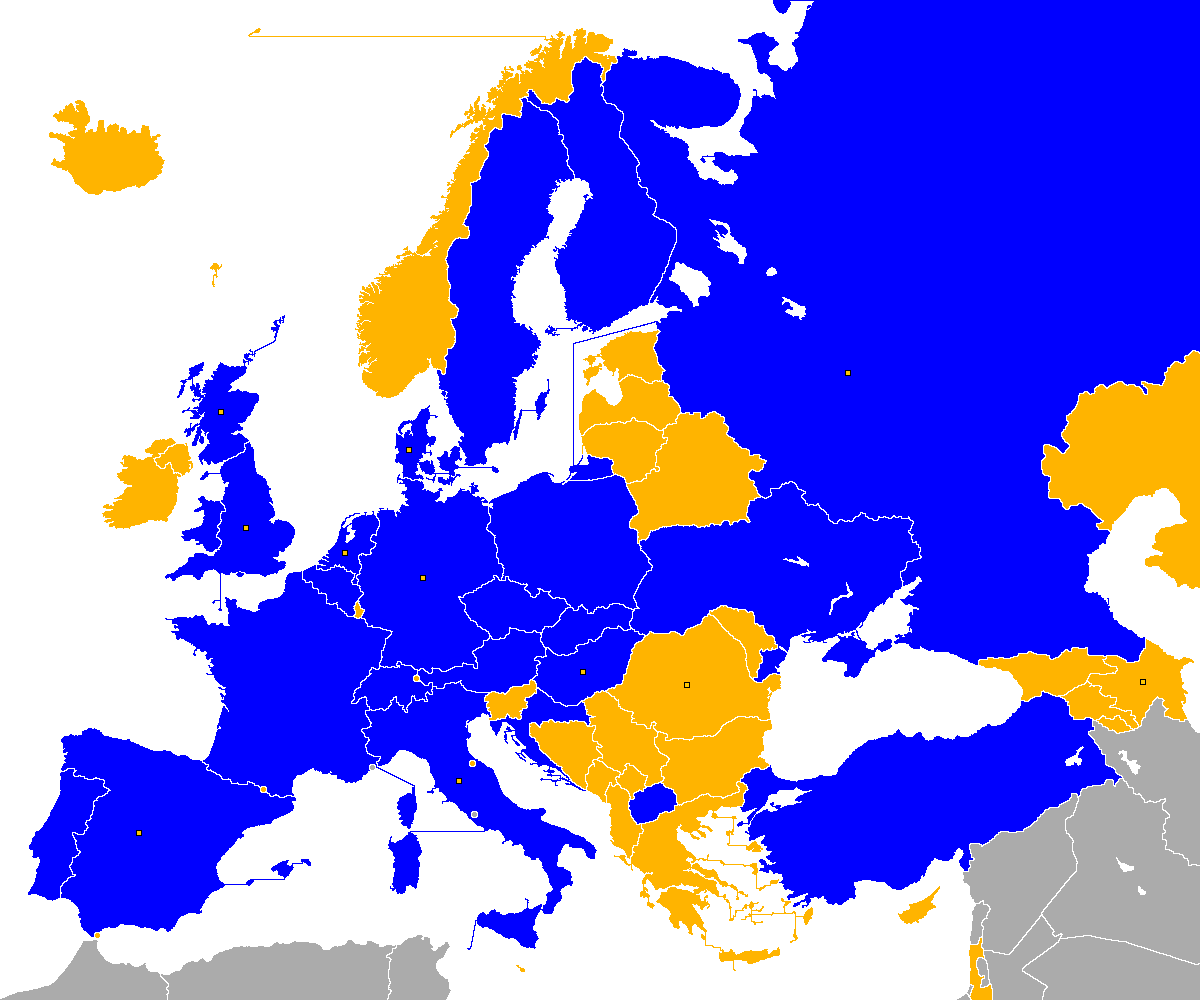
Kvalifikované země
Nekvalifikované země

Žádný z týmů neměl automaticky zajištěnou kvalifikaci na závěrečný turnaj, a tak se kvalifikačních bojů o 24 míst na finálovém turnaji zúčastnilo všech 55 členských zemí UEFA, včetně 11 hostitelských. Pro pořadatelské země tak bylo možné, že se na závěrečný turnaj ani nedostanou. Los kvalifikace proběhl 2. prosince 2018 v Dublinu.
Skupinová fáze kvalifikace proběhla od března do listopadu 2019. Po přijetí Kosova do UEFA v květnu 2016 bylo oznámeno, že 55 členů UEFA bude rozděleno do deseti kvalifikačních skupin, z nichž bude polovina pětičlenných a polovina šestičlenných. Z každé skupiny postoupily první dva týmy, a tak se přes kvalifikační skupiny na finálový turnaj kvalifikovalo pouze 20 týmů z celkového počtu 24 míst. Zbylé 4 místa bylo možno získat přes nově vytvořenou Ligu Národů UEFA. Čtyři nejlepší týmy z každé divize, které se přes kvalifikační skupiny na závěrečný turnaj nedostaly, se utkaly v play-off. Z každé divize se tak na finálový turnaj dostal jeden tým, který doplnil 20 přímých postupujících z kvalifikačních skupin.

### Kvalifikované týmy
Z celkového množství 24 kvalifikovaných týmů se 19 vrátilo z předchozího turnaje v roce 2016, včetně obhájce titulu Portugalska. Na finálový turnaj se také dostaly Dánsko, Nizozemsko, Skotsko, Finsko a Severní Makedonie, přičemž poslední dva jmenované týmy se na Mistrovství Evropy ve fotbale objevily poprvé v historii. Albánii, Irsku, Islandu, Rumunsku a Severnímu Irsku se nepodařilo kvalifikovat po účasti na předchozím turnaji v roce 2016. Z 11 pořadatelských zemí se 7 kvalifikovalo přímo z kvalifikačních skupin. Maďarsko a Skotsko se kvalifikovaly přes baráž, Rumunsko v baráži vypadlo a Ázerbájdžán byl eliminován již v kvalifikační skupině.
| Země              | Kvalifikace                      | Datum postupu      | Předchozí účast                                                             |
| ----------------- | -------------------------------- | ------------------ | --------------------------------------------------------------------------- |
| Belgie            | postup ze skupiny I (z 1. místa) | 10. října 2019     | 5 (1972, 1980, 1984, 2000, 2016)                                            |
| Itálie            | postup ze skupiny J (z 1. místa) | 12. října 2019     | 9 (1968, 1980, 1988, 1996, 2000, 2004, 2008, 2012, 2016)                    |
| Rusko             | postup ze skupiny I (z 2. místa) | 13. října 2019     | 11 (1960, 1964, 1968, 1972, 1988, 1992, 1996, 2004, 2008, 2012, 2016)       |
| Polsko            | postup ze skupiny G (z 1. místa) | 13. října 2019     | 3 (2008, 2012, 2016)                                                        |
| Ukrajina          | postup ze skupiny B (z 1. místa) | 14. října 2019     | 2 (2012, 2016)                                                              |
| Španělsko         | postup ze skupiny F (z 1. místa) | 15. října 2019     | 10 (1964, 1980, 1984, 1988, 1996, 2000, 2004, 2008, 2012, 2016)             |
| Francie           | postup ze skupiny H (z 1. místa) | 14. listopadu 2019 | 9 (1960, 1984, 1992, 1996, 2000, 2004, 2008, 2012, 2016)                    |
| Turecko           | postup ze skupiny H (z 2. místa) | 14. listopadu 2019 | 4 (1996, 2000, 2008, 2016)                                                  |
| Anglie            | postup ze skupiny A (z 1. místa) | 14. listopadu 2019 | 9 (1968, 1980, 1988, 1992, 1996, 2000, 2004, 2012, 2016)                    |
| Česko             | postup ze skupiny A (z 2. místa) | 14. listopadu 2019 | 9 (1960, 1976, 1980, 1996, 2000, 2004, 2008, 2012, 2016)                    |
| Finsko            | postup ze skupiny J (z 2. místa) | 15. listopadu 2019 | 0                                                                           |
| Švédsko           | postup ze skupiny F (z 2. místa) | 15. listopadu 2019 | 6 (1992, 2000, 2004, 2008, 2012, 2016)                                      |
| Chorvatsko        | postup ze skupiny E (z 1. místa) | 16. listopadu 2019 | 5 (1996, 2004, 2008, 2012, 2016)                                            |
| Rakousko          | postup ze skupiny G (z 2. místa) | 16. listopadu 2019 | 2 (2008, 2016)                                                              |
| Nizozemsko        | postup ze skupiny C (z 2. místa) | 16. listopadu 2019 | 9 (1976, 1980, 1988, 1992, 1996, 2000, 2004, 2008, 2012)                    |
| Německo           | postup ze skupiny C (z 1. místa) | 16. listopadu 2019 | 12 (1972, 1976, 1980, 1984, 1988, 1992, 1996, 2000, 2004, 2008, 2012, 2016) |
| Portugalsko       | postup ze skupiny B (z 2. místa) | 17. listopadu 2019 | 7 (1984, 1996, 2000, 2004, 2008, 2012, 2016)                                |
| Švýcarsko         | postup ze skupiny D (z 1. místa) | 18. listopadu 2019 | 4 (1996, 2004, 2008, 2016)                                                  |
| Dánsko            | postup ze skupiny D (z 2. místa) | 18. listopadu 2019 | 8 (1964, 1984, 1988, 1992, 1996, 2000, 2004, 2012)                          |
| Wales             | postup ze skupiny E (z 2. místa) | 19. listopadu 2019 | 1 (2016)                                                                    |
| Severní Makedonie | postup z play-off skupiny D      | 12. listopadu 2020 | 0                                                                           |
| Maďarsko          | postup z play-off skupiny A      | 12. listopadu 2020 | 3 (1964, 1972, 2016)                                                        |
| Slovensko         | postup z play-off skupiny B      | 12. listopadu 2020 | 1 (2016)                                                                    |
| Skotsko           | postup z play-off skupiny C      | 12. listopadu 2020 | 2 (1992, 1996)                                                              |

1. ↑  Kurzívou je vyznačen pořadatel daného ročníku.
2. ↑  Tučně je vyznačen vítěz daného ročníku.
3. ↑  Do roku 1991 jako Sovětský svaz, v roce 1992 jako Společenství nezávislých států
4. ↑  Do roku 1992 jako Československo
5. ↑  Do roku 1990 jako Západní Německo

## Stadiony
Původních třináct pořadatelských stadionů bylo oznámeno 19. září 2014. Brusel přišel o pořadatelství 7. prosince 2017, kvůli zpoždění se stavbou nového stadionu, zápasy tak byly přesunuty na Wembley Stadium v Londýně. Aviva Stadium v Dublině a San Mamés v Bilbau přišly o pořadatelství 23. dubna 2021, protože nemohly garantovat přítomnost diváků na tribunách kvůli pandemii covidu-19, zápasy tak byly přesunuty na Krestovskij Stadion v Petrohradě, respektive na stadion La Cartuja v Seville. 7. prosince 2017 zveřejnila UEFA, že úvodní zápas turnaje se odehraje na Stadio Olimpico v Římě a zúčastní se ho Itálie, pokud se na závěrečný turnaj kvalifikuje.
| Londýn             | Řím                 | Mnichov            | Londýn Baku Mnichov Řím Petrohrad Kodaň Budapešť Amsterdam Bukurešť Glasgow Sevilla | Londýn Baku Mnichov Řím Petrohrad Kodaň Budapešť Amsterdam Bukurešť Glasgow Sevilla |
| Wembley Stadium    | Stadio Olimpico     | Allianz Arena      | Londýn Baku Mnichov Řím Petrohrad Kodaň Budapešť Amsterdam Bukurešť Glasgow Sevilla | Londýn Baku Mnichov Řím Petrohrad Kodaň Budapešť Amsterdam Bukurešť Glasgow Sevilla |
| Kapacita: 90 000   | Kapacita: 70 634    | Kapacita: 70 000   | Londýn Baku Mnichov Řím Petrohrad Kodaň Budapešť Amsterdam Bukurešť Glasgow Sevilla | Londýn Baku Mnichov Řím Petrohrad Kodaň Budapešť Amsterdam Bukurešť Glasgow Sevilla |
|                    |                     |                    | Londýn Baku Mnichov Řím Petrohrad Kodaň Budapešť Amsterdam Bukurešť Glasgow Sevilla | Londýn Baku Mnichov Řím Petrohrad Kodaň Budapešť Amsterdam Bukurešť Glasgow Sevilla |
| Baku               | Petrohrad           | Budapešť           | Londýn Baku Mnichov Řím Petrohrad Kodaň Budapešť Amsterdam Bukurešť Glasgow Sevilla | Londýn Baku Mnichov Řím Petrohrad Kodaň Budapešť Amsterdam Bukurešť Glasgow Sevilla |
| Olympijský stadion | Krestovskij stadion | Puskás Aréna       | Londýn Baku Mnichov Řím Petrohrad Kodaň Budapešť Amsterdam Bukurešť Glasgow Sevilla | Londýn Baku Mnichov Řím Petrohrad Kodaň Budapešť Amsterdam Bukurešť Glasgow Sevilla |
| Kapacita: 68 700   | Kapacita: 68 134    | Kapacita: 67 215   | Londýn Baku Mnichov Řím Petrohrad Kodaň Budapešť Amsterdam Bukurešť Glasgow Sevilla | Londýn Baku Mnichov Řím Petrohrad Kodaň Budapešť Amsterdam Bukurešť Glasgow Sevilla |
|                    |                     |                    | Londýn Baku Mnichov Řím Petrohrad Kodaň Budapešť Amsterdam Bukurešť Glasgow Sevilla | Londýn Baku Mnichov Řím Petrohrad Kodaň Budapešť Amsterdam Bukurešť Glasgow Sevilla |
| Sevilla            | Bukurešť            | Amsterdam          | Glasgow                                                                             | Kodaň                                                                               |
| La Cartuja         | Národní stadion     | Johan Cruyff Arena | Hampden Park                                                                        | Parken                                                                              |
| Kapacita: 60 000   | Kapacita: 55 600    | Kapacita: 54 990   | Kapacita: 51 866                                                                    | Kapacita: 38 065                                                                    |
|                    |                     |                    |                                                                                     |                                                                                     |

Na každém stadionu se odehrála tři utkání v základních skupinách a jedno v osmifinále či čtvrtfinále, s výjimkou Petrohradu, kde se odehrálo šest skupinových zápasů a Londýna, kde se hrála obě semifinále a finále. Hostitelská města byla rozdělena do tří skupin, podle toho, která utkání budou pořádat:
- Základní skupiny, osmifinále, semifinále, finále: Londýn (Anglie)
- Základní skupiny a čtvrtfinále: Řím (Itálie), Mnichov (Německo), Baku (Ázerbájdžán), Petrohrad (Rusko)
- Základní skupiny a osmifinále: Budapešť (Maďarsko), Sevilla (Španělsko), Bukurešť (Rumunsko), Amsterdam (Nizozemsko), Glasgow (Skotsko), Kodaň (Dánsko)

Hostitelská města byla rozdělena do šesti dvojic na základě sportovní síly (za předpokladu, že se všechny pořadatelské země kvalifikují), geografického rozmístění a bezpečnostních/politických omezení. Každé dvojici byla 7. prosince 2017 losem přidělena jedna skupina. Každá hostitelská země, která se kvalifikovala na finálový turnaj, odehrála nejméně dva zápasy na stadionu ve své zemi. Dvojice byly rozděleny takto:
- Skupina A: Řím (Itálie) a Baku (Ázerbájdžán)
- Skupina B: Petrohrad (Rusko) a Kodaň (Dánsko)
- Skupina C: Amsterdam (Nizozemsko) a Bukurešť (Rumunsko)
- Skupina D: Londýn (Anglie) a Glasgow (Skotsko)
- Skupina E: Sevilla (Španělsko) a Petrohrad (Rusko)
- Skupina F: Mnichov (Německo) a Budapešť (Maďarsko)

Pro určení domácích zápasů pořadatelských zemí ve skupině byla použita tato kritéria:
- Pokud se obě země kvalifikují přímo nebo obě země postoupí do baráže, los rozhodne, která země bude hrát všechny tři své zápasy na domácí půdě (tj. která země bude hostit jejich vzájemný zápas) a který tým bude doma hrát pouze dva zápasy.
- Pokud se jeden tým kvalifikuje přímo a druhý tým postoupí z baráže nebo se nekvalifikuje vůbec, pak tým postupující přímo bude hrát na své domácí půdě tři zápasy a druhý hostitel (pokud se kvalifikuje) pouze dva.
- Pokud se jeden hostitel kvalifikuje z baráže a druhý se nekvalifikuje vůbec, pak kvalifikovaný tým odehraje tři své zápasy na domácí půdě.
- Pokud se nekvalifikuje ani jeden tým, není potřeba dalších zásahů.

Pokud se některá z hostitelských zemí probojovala do baráže, ale nekvalifikovala se na finálový turnaj, pak jejich místo zaujmul vítěz dané baráže a bude hrát dva nebo tři zápasy (dle kritérií výše) v hostitelském městě v zemi, která se nekvalifikovala. Los se uskutečnil 22. listopadu 2019 ve 12:00 ve švýcarském Nyonu, spolu s losem týmů do baráže. Los byl třeba jen u skupiny B (Dánsko a Rusko), kde tři domácí utkání odehrálo Dánsko.
| Skupina | Pořadatel   | Status                 | Los? | Tři domácí zápasy | Dva domácí zápasy |
| ------- | ----------- | ---------------------- | ---- | ----------------- | ----------------- |
| A       | Ázerbájdžán | Nepostoupil ze skupiny | Ne   | Itálie            | -                 |
| A       | Itálie      | Kvalifikována přímo    | Ne   | Itálie            | -                 |
| B       | Dánsko      | Kvalifikováno přímo    | Ano  | Dánsko            | Rusko             |
| B       | Rusko       | Kvalifikováno přímo    | Ano  | Dánsko            | Rusko             |
| C       | Nizozemsko  | Kvalifikováno přímo    | Ne   | Nizozemsko        | -                 |
| C       | Rumunsko    | Nepostoupilo z baráže  | Ne   | Nizozemsko        | -                 |
| D       | Anglie      | Kvalifikována přímo    | Ne   | Anglie            | Skotsko           |
| D       | Skotsko     | Kvalifikováno z baráže | Ne   | Anglie            | Skotsko           |
| E       | -           | -                      | Ne   | Španělsko         | -                 |
| E       | Španělsko   | Kvalifikováno přímo    | Ne   | Španělsko         | -                 |
| F       | Německo     | Kvalifikováno přímo    | Ne   | Německo           | Maďarsko          |
| F       | Maďarsko    | Kvalifikováno z baráže | Ne   | Německo           | Maďarsko          |

## Los základních skupin
Los, který rozhodl o rozdělení účastníků do základních skupin, se uskutečnil 30. listopadu 2019 v 18:00 v rumunské Bukurešti. Celkem 24 týmů bylo rozlosováno do šesti skupin po čtyřech týmech. V době losu ještě nebyla identita čtyř týmů známá, proto byly označovány jako vítězové baráže A -D. V případě nejasností by se další los uskutečnil 1. dubna 2020 po dohrání baráže, ale UEFA potvrdila, že to nebude nutné, poté, co byly známy týmy kvalifikované na závěrečný turnaj a do baráže.
Týmy byly do jednotlivých košů nasazeny podle celkového pořadí v kvalifikaci:
- Koš 1: Vítězové skupin na 1.-6. místě žebříčku
- Koš 2: Vítězové skupin na 7.-10. místě žebříčku, týmy z druhých míst na 11.-12. místě žebříčku
- Koš 3: Týmy z druhých míst na 13.-18. místě žebříčku
- Koš 4: Týmy z druhých míst na 19.-20. místě žebříčku, vítězové baráže A -D

Kdyby se dvě hostitelské země jedné skupiny nacházely ve stejném koši, musela by UEFA vyměnit jednu pořadatelskou zemi s nejníže umístěným týmem z vyššího koše či s nejvýše umístěným týmem z nižšího koše tak, aby byly změny oproti původnímu rozdělení co nejmenší. Žádné úpravy však nebyly potřeba.
Los začal losováním z prvního koše a skončil losováním z posledního koše, odkud byly týmy vylosovány a přiřazeny do první volné skupiny. Poté bylo vylosováno pořadí ve skupině pro určení rozpisu zápasů. Los se řídil následujícími pravidly:
- Automatické zařazení do skupin: Pořadatelské země byly automaticky zařazeny do skupin podle rozdělení pořadatelských měst.
- Zakázané zápasy: Z politických důvodů UEFA vybrala dvojice, které považovala za zakázané. Ty nemohly být do základních skupiny nalosovány proti sobě a nehostitelské země z těchto dvojic země nemohly být vylosovány do skupiny, kterou hostila druhá země. Po kvalifikaci zůstala pouze jedna dvojice, na kterou byla uplatněna pravidla UEFA, a to Rusko a Ukrajina. Dalšími zakázanými dvojicemi byly Kosovo / Bosna a Hercegovina a Kosovo / Srbsko, ale všechny týmy z těchto dvojic hrály baráž a umístěny by byly v posledním koši, takže by stejně nemohly být ve stejné skupině. Poslední dvojicí bylo Rusko / Kosovo, ale ani tato dvojice by nemohla být ve stejné skupině vzhledem k rozdělení baráží do skupin. Tato pravidla se nevztahují na vyřazovací fázi závěrečného turnaje.

Vzhledem k výsledkům kvalifikace a formátu baráže nebylo možné zabránit tomu, aby se v jedné baráži setkaly dvě hostitelské země. Do baráže A k sobě byly nalosovány Maďarsko a Rumunsko, hostitelé skupiny F, respektive C. Vzhledem k tomu, že prioritní skupinou se stala skupina F, možné výsledky byly následující:
- Pokud baráž A vyhraje Bulharsko, Maďarsko nebo Island, půjde její vítěz do skupiny F. Vítěz baráže D pak půjde do skupiny C.
- Pokud baráž A vyhraje Rumunsko, půjde do skupiny C. Vítěz baráže D pak půjde do skupiny F.

### Nasazení
Týmy byly rozděleny do košů následujícím způsobem:
| Tým       | Host      | Poř. |
| --------- | --------- | ---- |
| Belgie    |           | 1    |
| Itálie    | Skupina A | 2    |
| Anglie    | Skupina D | 3    |
| Německo   | Skupina F | 4    |
| Španělsko | Skupina E | 5    |
| Ukrajina  |           | 6    |

| Tým        | Host      | Poř. |
| ---------- | --------- | ---- |
| Francie    |           | 7    |
| Polsko     |           | 8    |
| Švýcarsko  |           | 9    |
| Chorvatsko |           | 10   |
| Nizozemsko | Skupina C | 11   |
| Rusko      | Skupina B | 12   |

| Tým         | Host      | Poř. |
| ----------- | --------- | ---- |
| Portugalsko |           | 13   |
| Turecko     |           | 14   |
| Dánsko      | Skupina B | 15   |
| Rakousko    |           | 16   |
| Švédsko     |           | 17   |
| Česko       |           | 18   |

| Tým            | Host             | Poř. |
| -------------- | ---------------- | ---- |
| Wales          |                  | 19   |
| Finsko         |                  | 20   |
| vítěz baráže A | Skupina C nebo F | —    |
| vítěz baráže B | Skupina E        | —    |
| vítěz baráže C | Skupina D        | —    |
| vítěz baráže D | Skupina C nebo F | —    |

### Soupisky
Týmy byly rozlosovány do skupin následujícím způsobem:
| Pos | Soupiska  |
| --- | --------- |
| A1  | Turecko   |
| A2  | Itálie    |
| A3  | Wales     |
| A4  | Švýcarsko |

| Pos | Soupiska |
| --- | -------- |
| B1  | Dánsko   |
| B2  | Finsko   |
| B3  | Belgie   |
| B4  | Rusko    |

| Pos | Soupiska          |
| --- | ----------------- |
| C1  | Nizozemsko        |
| C2  | Ukrajina          |
| C3  | Rakousko          |
| C4  | Severní Makedonie |

| Pos | Soupiska   |
| --- | ---------- |
| D1  | Anglie     |
| D2  | Chorvatsko |
| D3  | Skotsko    |
| D4  | Česko      |

| Pos | Soupiska  |
| --- | --------- |
| E1  | Španělsko |
| E2  | Švédsko   |
| E3  | Polsko    |
| E4  | Slovensko |

| Pos | Soupiska    |
| --- | ----------- |
| F1  | Maďarsko    |
| F2  | Portugalsko |
| F3  | Francie     |
| F4  | Německo     |

## Rozhodčí
27. září 2018 schválila UEFA použití systému VAR (video asistent rozhodčího), který se tak objevil na Mistrovství Evropy ve fotbale poprvé v historii. 21. dubna 2021 oznámila UEFA seznam 19 týmů rozhodčích pro finálový turnaj. Na seznamu se poprvé v historii objevila dvojice z Jižní Ameriky a to jako součást výměnného programu rozhodčích s jihoamerickou fotbalovou asociací CONMEBOL.
| Země        | Rozhodčí                  |
| ----------- | ------------------------- |
| Anglie      | Michael Oliver            |
| Anglie      | Anthony Taylor            |
| Argentina   | Fernando Andres Rapallini |
| Francie     | Clément Turpin            |
| Itálie      | Daniele Orsato            |
| Izrael      | Orel Grinfeld             |
| Německo     | Felix Brych               |
| Německo     | Daniel Siebert            |
| Nizozemsko  | Björn Kuipers             |
| Nizozemsko  | Danny Makkelie            |
| Portugalsko | Artur Soares Dias         |
| Rumunsko    | Ovidiu Hațegan            |
| Rumunsko    | István Kovács             |
| Rusko       | Sergej Karasjov           |
| Slovinsko   | Slavko Vinčić             |
| Španělsko   | Carlos del Cerro Grande   |
| Španělsko   | Antonio Mateu Lahoz       |
| Švédsko     | Andreas Ekberg            |
| Turecko     | Cüneyt Çakır              |

## Soupisky
Kvůli pandemii covidu-19 byl zvýšen počet hráčů na soupisce z 23 na 26, na každý zápas však mohlo být povoláno pouze tradičních 23 hráčů, mezi nimiž se museli povinně nacházet tři brankáři. Soupiska každého týmu musela být předložena nejpozději 1. června 2021, deset dní před začátkem turnaje. Pokud se některý z hráčů na soupisce vážně zranil či onemocněl, mohl být do začátku turnaje nahrazen jiným hráčem. Brankáři mohli být nahrazeni ze stejných důvodů i po začátku turnaje.

## Zápasy
Všechny časy zápasů jsou uvedeny ve středoevropském letním čase (UTC +2).

### Skupinová fáze
Původní rozpis zápasů, obsahující pouze data úvodního zápasu turnaje a vyřazovací fáze, zveřejnila UEFA 24. května 2018. Data a časy ostatních zápasů byly doplněny 30. listopadu 2019 po losu základních skupin. 17. června 2020 oznámila UEFA aktualizovaný rozpis zápasu po přesunutí turnaje na rok 2021, kde časy zápasů zůstaly nezměněny, jen posunuty o den dříve, aby se hrály ve stejný den týdne. 23. dubna 2021 byla zveřejněna finální verze rozpisu poté, co byl z turnaje jeden stadion odstraněn a jiný změněn. Celkem se na šampionátu odehraje 51 zápasů.
| Vysvětlivky                                                         |
| ------------------------------------------------------------------- |
| Týmy z prvních a druhých míst postupují do osmifinále               |
| Čtyři nejlépe umístěné týmy ze třetích míst postupují do osmifinále |

#### Skupina A
| Poz. | Tým       | Z | V | R | P | VG | IG | +/- | B |
| ---- | --------- | - | - | - | - | -- | -- | --- | - |
| 1.   | Itálie    | 3 | 3 | 0 | 0 | 7  | 0  | +7  | 9 |
| 2.   | Wales     | 3 | 1 | 1 | 1 | 3  | 2  | +1  | 4 |
| 3.   | Švýcarsko | 3 | 1 | 1 | 1 | 4  | 5  | -1  | 4 |
| 4.   | Turecko   | 3 | 0 | 0 | 3 | 1  | 8  | -7  | 0 |

Pozn.: Wales je před Švýcarskem díky lepšímu rozdílu vstřelených a inkasovaných gólů. (Wales: +1, Švýcarsko: -1)
| 11. června 2021 21:00 |        |                                            |                                                              |
| Turecko               | 0 : 3  | Itálie                                     | Stadio Olimpico, Řím diváci: 12 916 rozhodčí: Danny Makkelie |
|                       | Zpráva | Demiral 53' (vl.) Immobile 66' Insigne 79' | Stadio Olimpico, Řím diváci: 12 916 rozhodčí: Danny Makkelie |

| 12. června 2021 15:00 |        |            |                                                                 |
| Wales                 | 1 : 1  | Švýcarsko  | Olympijský stadion, Baku diváci: 8 782 rozhodčí: Clément Turpin |
| Moore 74'             | Zpráva | Embolo 49' | Olympijský stadion, Baku diváci: 8 782 rozhodčí: Clément Turpin |

| 16. června 2021 18:00 |        |                             |                                                              |
| Turecko               | 0 : 2  | Wales                       | Olympijský stadion, Baku diváci: 19 762 rozhodčí: Artur Dias |
|                       | Zpráva | Ramsey 42' C. Roberts 90+5' | Olympijský stadion, Baku diváci: 19 762 rozhodčí: Artur Dias |

| 16. června 2021 21:00           |        |           |                                                               |
| Itálie                          | 3 : 0  | Švýcarsko | Stadio Olimpico, Řím diváci: 12 445 rozhodčí: Sergej Karasjov |
| Locatelli 26', 52' Immobile 89' | Zpráva |           | Stadio Olimpico, Řím diváci: 12 445 rozhodčí: Sergej Karasjov |

| 20. června 2021 18:00         |        |             |                                                                 |
| Švýcarsko                     | 3 : 1  | Turecko     | Olympijský stadion, Baku diváci: 17 138 rozhodčí: Slavko Vinčić |
| Seferović 6' Shaqiri 26', 68' | Zpráva | Kahveci 62' | Olympijský stadion, Baku diváci: 17 138 rozhodčí: Slavko Vinčić |

| 20. června 2021 18:00 |        |       |                                                              |
| Itálie                | 1 : 0  | Wales | Stadio Olimpico, Řím diváci: 11 541 rozhodčí: Ovidiu Haţegan |
| Pessina 39'           | Zpráva |       | Stadio Olimpico, Řím diváci: 11 541 rozhodčí: Ovidiu Haţegan |

#### Skupina B
| Poz. | Tým    | Z | V | R | P | VG | IG | +/- | B |
| ---- | ------ | - | - | - | - | -- | -- | --- | - |
| 1.   | Belgie | 3 | 3 | 0 | 0 | 7  | 1  | +6  | 9 |
| 2.   | Dánsko | 3 | 1 | 0 | 2 | 5  | 4  | +1  | 3 |
| 3.   | Finsko | 3 | 1 | 0 | 2 | 1  | 3  | -2  | 3 |
| 4.   | Rusko  | 3 | 1 | 0 | 2 | 2  | 7  | -5  | 3 |

Pozn.: Seřazení týmů na 2. až 4. místě dle kritéria rozdílu vstřelených a inkasovaných gólů: Dánsko: +1, Finsko: -2, Rusko: -5
| 12. června 2021 18:00 |        |                |                                                       |
| Dánsko                | 0 : 1  | Finsko         | Parken, Kodaň diváci: 15 200 rozhodčí: Anthony Taylor |
|                       | Zpráva | Pohjanpalo 60' | Parken, Kodaň diváci: 15 200 rozhodčí: Anthony Taylor |

Zápas Dánska s Finskem byl ve 43. minutě přerušen kvůli kolapsu dánského záložníka Christiana Eriksena, který musel být na hřišti oživován. Zápas byl na žádost obou týmů dohrán od 20:30 SELČ téhož dne.
| 12. června 2021 21:00       |        |       |                                                                             |
| Belgie                      | 3 : 0  | Rusko | Krestovskij stadion, Petrohrad diváci: 26 264 rozhodčí: Antonio Mateu Lahoz |
| Lukaku 10', 88' Meunier 34' | Zpráva |       | Krestovskij stadion, Petrohrad diváci: 26 264 rozhodčí: Antonio Mateu Lahoz |

| 16. června 2021 15:00 |        |                |                                                                        |
| Finsko                | 0 : 1  | Rusko          | Krestovskij stadion, Petrohrad diváci: 24 540 rozhodčí: Danny Makkelie |
|                       | Zpráva | Mirančuk 45+2' | Krestovskij stadion, Petrohrad diváci: 24 540 rozhodčí: Danny Makkelie |

| 17. června 2021 18:00 |        |                             |                                                      |
| Dánsko                | 1 : 2  | Belgie                      | Parken, Kodaň diváci: 23 395 rozhodčí: Björn Kuipers |
| Poulsen 2'            | Zpráva | T. Hazard 55' De Bruyne 70' | Parken, Kodaň diváci: 23 395 rozhodčí: Björn Kuipers |

| 21. června 2021 21:00 |        |                                                     |                                                       |
| Rusko                 | 1 : 4  | Dánsko                                              | Parken, Kodaň diváci: 23 644 rozhodčí: Clément Turpin |
| Dzjuba 70' (pen.)     | Zpráva | Damsgaard 38' Poulsen 59' Christensen 79' Mæhle 82' | Parken, Kodaň diváci: 23 644 rozhodčí: Clément Turpin |

| 21. června 2021 21:00 |        |                               |                                                                     |
| Finsko                | 0 : 2  | Belgie                        | Krestovskij stadion, Petrohrad diváci: 18 545 rozhodčí: Felix Brych |
|                       | Zpráva | Hrádecký 74' (vl.) Lukaku 81' | Krestovskij stadion, Petrohrad diváci: 18 545 rozhodčí: Felix Brych |

#### Skupina C
| Poz. | Tým               | Z | V | R | P | VG | IG | +/- | B |
| ---- | ----------------- | - | - | - | - | -- | -- | --- | - |
| 1.   | Nizozemsko        | 3 | 3 | 0 | 0 | 8  | 2  | +6  | 9 |
| 2.   | Rakousko          | 3 | 2 | 0 | 1 | 4  | 3  | +1  | 6 |
| 3.   | Ukrajina          | 3 | 1 | 0 | 2 | 4  | 5  | -1  | 3 |
| 4.   | Severní Makedonie | 3 | 0 | 0 | 3 | 2  | 8  | -6  | 0 |

| 13. června 2021 18:00                     |        |                   |                                                                  |
| Rakousko                                  | 3 : 1  | Severní Makedonie | Národní stadion, Bukurešť diváci: 9 082 rozhodčí: Andreas Ekberg |
| Lainer 18' Gregoritsch 78' Arnautović 89' | Zpráva | Pandev 28'        | Národní stadion, Bukurešť diváci: 9 082 rozhodčí: Andreas Ekberg |

| 13. června 2021 21:00                   |        |                             |                                                                    |
| Nizozemsko                              | 3 : 2  | Ukrajina                    | Johan Cruyff Arena, Amsterdam diváci: 15 837 rozhodčí: Felix Brych |
| Wijnaldum 52' Weghorst 59' Dumfries 85' | Zpráva | Jarmolenko 75' Jaremčuk 79' | Johan Cruyff Arena, Amsterdam diváci: 15 837 rozhodčí: Felix Brych |

| 17. června 2021 15:00       |        |                   |                                                                              |
| Ukrajina                    | 2 : 1  | Severní Makedonie | Národní stadion, Bukurešť diváci: 10 001 rozhodčí: Fernando Andres Rapallini |
| Jarmolenko 29' Jaremčuk 34' | Zpráva | Alioski 57'       | Národní stadion, Bukurešť diváci: 10 001 rozhodčí: Fernando Andres Rapallini |

| 17. června 2021 21:00         |        |          |                                                                       |
| Nizozemsko                    | 2 : 0  | Rakousko | Johan Cruyff Arena, Amsterdam diváci: 15 243 rozhodčí: Orel Grinfeeld |
| Depay 11' (pen.) Dumfries 67' | Zpráva |          | Johan Cruyff Arena, Amsterdam diváci: 15 243 rozhodčí: Orel Grinfeeld |

| 21. června 2021 18:00 |        |                              |                                                                      |
| Severní Makedonie     | 0 : 3  | Nizozemsko                   | Johan Cruyff Arena, Amsterdam diváci: 15 227 rozhodčí: István Kovács |
|                       | Zpráva | Depay 24' Wijnaldum 51', 58' | Johan Cruyff Arena, Amsterdam diváci: 15 227 rozhodčí: István Kovács |

| 21. června 2021 18:00 |        |                 |                                                                 |
| Ukrajina              | 0 : 1  | Rakousko        | Národní stadion, Bukurešť diváci: 10 472 rozhodčí: Cüneyt Çakır |
|                       | Zpráva | Baumgartner 21' | Národní stadion, Bukurešť diváci: 10 472 rozhodčí: Cüneyt Çakır |

#### Skupina D
| Poz. | Tým        | Z | V | R | P | VG | IG | +/- | B |
| ---- | ---------- | - | - | - | - | -- | -- | --- | - |
| 1.   | Anglie     | 3 | 2 | 1 | 0 | 2  | 0  | +2  | 7 |
| 2.   | Chorvatsko | 3 | 1 | 1 | 1 | 4  | 3  | +1  | 4 |
| 3.   | Česko      | 3 | 1 | 1 | 1 | 3  | 2  | +1  | 4 |
| 4.   | Skotsko    | 3 | 0 | 1 | 2 | 1  | 5  | -4  | 1 |

Pozn.: Chorvatsko je před Českem díky většímu počtu vstřelených gólů. (Chorvatsko 4, Česko 3)
| 13. června 2021 15:00 |        |            |                                                                 |
| Anglie                | 1 : 0  | Chorvatsko | Wembley Stadium, Londýn diváci: 18 497 rozhodčí: Daniele Orsato |
| Sterling 57'          | Zpráva |            | Wembley Stadium, Londýn diváci: 18 497 rozhodčí: Daniele Orsato |

| 14. června 2021 15:00 |        |                 |                                                              |
| Skotsko               | 0 : 2  | Česko           | Hampden Park, Glasgow diváci: 9 847 rozhodčí: Daniel Siebert |
|                       | Zpráva | Schick 42', 52' | Hampden Park, Glasgow diváci: 9 847 rozhodčí: Daniel Siebert |

| 18. června 2021 18:00 |        |                   |                                                                       |
| Chorvatsko            | 1 : 1  | Česko             | Hampden Park, Glasgow diváci: 5 607 rozhodčí: Carlos del Cerro Grande |
| Perišić 47'           | Zpráva | Schick 37' (pen.) | Hampden Park, Glasgow diváci: 5 607 rozhodčí: Carlos del Cerro Grande |

| 18. června 2021 21:00 |        |         |                                                                      |
| Anglie                | 0 : 0  | Skotsko | Wembley Stadium, Londýn diváci: 20 306 rozhodčí: Antonio Mateu Lahoz |
|                       | Zpráva |         | Wembley Stadium, Londýn diváci: 20 306 rozhodčí: Antonio Mateu Lahoz |

| 22. června 2021 21:00             |        |              |                                                                         |
| Chorvatsko                        | 3 : 1  | Skotsko      | Hampden Park, Glasgow diváci: 9 896 rozhodčí: Fernando Andres Rapallini |
| Vlašić 17' Modrić 62' Perišić 77' | Zpráva | McGregor 42' | Hampden Park, Glasgow diváci: 9 896 rozhodčí: Fernando Andres Rapallini |

| 22. června 2021 21:00 |        |              |                                                             |
| Česko                 | 0 : 1  | Anglie       | Wembley Stadium, Londýn diváci: 19 104 rozhodčí: Artur Dias |
|                       | Zpráva | Sterling 12' | Wembley Stadium, Londýn diváci: 19 104 rozhodčí: Artur Dias |

#### Skupina E
| Poz. | Tým       | Z | V | R | P | VG | IG | +/- | B |
| ---- | --------- | - | - | - | - | -- | -- | --- | - |
| 1.   | Švédsko   | 3 | 2 | 1 | 0 | 4  | 2  | +2  | 7 |
| 2.   | Španělsko | 3 | 1 | 2 | 0 | 6  | 1  | +5  | 5 |
| 3.   | Slovensko | 3 | 1 | 0 | 2 | 2  | 7  | -5  | 3 |
| 4.   | Polsko    | 3 | 0 | 1 | 2 | 4  | 6  | -2  | 1 |

| 14. června 2021 18:00 |        |                                 |                                                                        |
| Polsko                | 1 : 2  | Slovensko                       | Krestovskij stadion, Petrohrad diváci: 12 862 rozhodčí: Ovidiu Haţegan |
| Linetty 46'           | Zpráva | Szczęsny 18' (vl.) Škriniar 69' | Krestovskij stadion, Petrohrad diváci: 12 862 rozhodčí: Ovidiu Haţegan |

| 14. června 2021 21:00 |        |         |                                                            |
| Španělsko             | 0 : 0  | Švédsko | La Cartuja, Sevilla diváci: 10 559 rozhodčí: Slavko Vinčić |
|                       | Zpráva |         | La Cartuja, Sevilla diváci: 10 559 rozhodčí: Slavko Vinčić |

| 18. června 2021 15:00 |        |           |                                                                        |
| Švédsko               | 1 : 0  | Slovensko | Krestovskij stadion, Petrohrad diváci: 11 525 rozhodčí: Daniel Siebert |
| Forsberg 77' (pen.)   | Zpráva |           | Krestovskij stadion, Petrohrad diváci: 11 525 rozhodčí: Daniel Siebert |

| 19. června 2021 21:00 |        |                 |                                                             |
| Španělsko             | 1 : 1  | Polsko          | La Cartuja, Sevilla diváci: 11 742 rozhodčí: Daniele Orsato |
| Morata 25'            | Zpráva | Lewandowski 54' | La Cartuja, Sevilla diváci: 11 742 rozhodčí: Daniele Orsato |

| 23. června 2021 18:00 |        |                                                                            |                                                            |
| Slovensko             | 0 : 5  | Španělsko                                                                  | La Cartuja, Sevilla diváci: 11 204 rozhodčí: Björn Kuipers |
|                       | Zpráva | Dúbravka 30' (vl.) Laporte 45+3' Sarabia 56' F. Torres 67' Kucka 71' (vl.) | La Cartuja, Sevilla diváci: 11 204 rozhodčí: Björn Kuipers |

| 23. června 2021 18:00           |        |                      |                                                                        |
| Švédsko                         | 3 : 2  | Polsko               | Krestovskij stadion, Petrohrad diváci: 14 252 rozhodčí: Michael Oliver |
| Forsberg 2', 59' Claesson 90+4' | Zpráva | Lewandowski 61', 84' | Krestovskij stadion, Petrohrad diváci: 14 252 rozhodčí: Michael Oliver |

#### Skupina F
| Poz. | Tým         | Z | V | R | P | VG | IG | +/- | B |
| ---- | ----------- | - | - | - | - | -- | -- | --- | - |
| 1.   | Francie     | 3 | 1 | 2 | 0 | 4  | 3  | +1  | 5 |
| 2.   | Německo     | 3 | 1 | 1 | 1 | 6  | 5  | +1  | 4 |
| 3.   | Portugalsko | 3 | 1 | 1 | 1 | 7  | 6  | +1  | 4 |
| 4.   | Maďarsko    | 3 | 0 | 2 | 1 | 3  | 6  | -3  | 2 |

Pozn.: Německo je před Portugalskem díky výhře ve vzájemném zápasu. (Portugalsko 2:4 Německo)
| 15. června 2021 18:00 |        |                                        |                                                              |
| Maďarsko              | 0 : 3  | Portugalsko                            | Puskás Aréna, Budapešť diváci: 55 662 rozhodčí: Cüneyt Çakır |
|                       | Zpráva | Guerreiro 84' Ronaldo 87' (pen.) 90+2' | Puskás Aréna, Budapešť diváci: 55 662 rozhodčí: Cüneyt Çakır |

| 15. června 2021 21:00 |        |         |                                                                         |
| Francie               | 1 : 0  | Německo | Allianz Arena, Mnichov diváci: 13 000 rozhodčí: Carlos del Cerro Grande |
| Hummels 20' (vl.)     | Zpráva |         | Allianz Arena, Mnichov diváci: 13 000 rozhodčí: Carlos del Cerro Grande |

| 19. června 2021 15:00 |        |               |                                                                |
| Maďarsko              | 1 : 1  | Francie       | Puskás Aréna, Budapešť diváci: 55 998 rozhodčí: Michael Oliver |
| Fiola 45+2'           | Zpráva | Griezmann 66' | Puskás Aréna, Budapešť diváci: 55 998 rozhodčí: Michael Oliver |

| 19. června 2021 18:00 |        |                                                           |                                                                |
| Portugalsko           | 2 : 4  | Německo                                                   | Allianz Arena, Mnichov diváci: 12 926 rozhodčí: Anthony Taylor |
| Ronaldo 15' Jota 67'  | Zpráva | Dias 35' (vl.) Guerreiro 39' (vl.) Havertz 51' Gosens 60' | Allianz Arena, Mnichov diváci: 12 926 rozhodčí: Anthony Taylor |

| 23. června 2021 21:00         |        |                          |                                                                     |
| Portugalsko                   | 2 : 2  | Francie                  | Puskás Aréna, Budapešť diváci: 54,886 rozhodčí: Antonio Mateu Lahoz |
| Ronaldo 31' (pen.) 60' (pen.) | Zpráva | Benzema 45+2' (pen.) 47' | Puskás Aréna, Budapešť diváci: 54,886 rozhodčí: Antonio Mateu Lahoz |

| 23. června 2021 21:00    |        |                            |                                                                 |
| Německo                  | 2 : 2  | Maďarsko                   | Allianz Arena, Mnichov diváci: 12 413 rozhodčí: Sergej Karasjov |
| Havertz 66' Goretzka 84' | Zpráva | Ad. Szalai 11' Schäfer 68' | Allianz Arena, Mnichov diváci: 12 413 rozhodčí: Sergej Karasjov |

#### Žebříček týmů na třetích místech
| Poz. | Sk. | Tým         | Z | V | R | P | VG | IG | +/- | B |
| ---- | --- | ----------- | - | - | - | - | -- | -- | --- | - |
| 1.   | F   | Portugalsko | 3 | 1 | 1 | 1 | 7  | 6  | +1  | 4 |
| 2.   | D   | Česko       | 3 | 1 | 1 | 1 | 3  | 2  | +1  | 4 |
| 3.   | A   | Švýcarsko   | 3 | 1 | 1 | 1 | 4  | 5  | -1  | 4 |
| 4.   | C   | Ukrajina    | 3 | 1 | 0 | 2 | 4  | 5  | -1  | 3 |
| 5.   | B   | Finsko      | 3 | 1 | 0 | 2 | 1  | 3  | -2  | 3 |
| 6.   | E   | Slovensko   | 3 | 1 | 0 | 2 | 2  | 7  | -5  | 3 |

Kritéria pro vyhodnocení tabulky: 
1) body,
 2) rozdíl vstřelených a inkasovaných gólů, 
3) počet vstřelených gólů, 
4) počet vítězství,
5) nižší počet disciplinárních bodů,
6) celkové pořadí v kvalifikaci na ME 2020.

### Vyřazovací fáze

#### Směsice zápasů v osmifinále
Specifická tabulka zahrnující týmy na třetích místech po základní skupině, o jejichž soupeři rozhodne tato tabulka:
| týmy na 3. místech kvalifikování ze skupin | týmy na 3. místech kvalifikování ze skupin | týmy na 3. místech kvalifikování ze skupin | týmy na 3. místech kvalifikování ze skupin | týmy na 3. místech kvalifikování ze skupin | týmy na 3. místech kvalifikování ze skupin | 1B vs | 1C vs | 1E vs | 1F vs |
| ------------------------------------------ | ------------------------------------------ | ------------------------------------------ | ------------------------------------------ | ------------------------------------------ | ------------------------------------------ | ----- | ----- | ----- | ----- |
| A                                          | B                                          | C                                          | D                                          |                                            |                                            | 3A    | 3D    | 3B    | 3C    |
| A                                          | B                                          | C                                          |                                            | E                                          |                                            | 3A    | 3E    | 3B    | 3C    |
| A                                          | B                                          | C                                          |                                            |                                            | F                                          | 3A    | 3F    | 3B    | 3C    |
| A                                          | B                                          |                                            | D                                          | E                                          |                                            | 3D    | 3E    | 3A    | 3B    |
| A                                          | B                                          |                                            | D                                          |                                            | F                                          | 3D    | 3F    | 3A    | 3B    |
| A                                          | B                                          |                                            |                                            | E                                          | F                                          | 3E    | 3F    | 3B    | 3A    |
| A                                          |                                            | C                                          | D                                          | E                                          |                                            | 3E    | 3D    | 3C    | 3A    |
| A                                          |                                            | C                                          | D                                          |                                            | F                                          | 3F    | 3D    | 3C    | 3A    |
| A                                          |                                            | C                                          |                                            | E                                          | F                                          | 3E    | 3F    | 3C    | 3A    |
| A                                          |                                            |                                            | D                                          | E                                          | F                                          | 3E    | 3F    | 3D    | 3A    |
|                                            | B                                          | C                                          | D                                          | E                                          |                                            | 3E    | 3D    | 3B    | 3C    |
|                                            | B                                          | C                                          | D                                          |                                            | F                                          | 3F    | 3D    | 3C    | 3B    |
|                                            | B                                          | C                                          |                                            | E                                          | F                                          | 3F    | 3E    | 3C    | 3B    |
|                                            | B                                          |                                            | D                                          | E                                          | F                                          | 3F    | 3E    | 3D    | 3B    |
|                                            |                                            | C                                          | D                                          | E                                          | F                                          | 3F    | 3E    | 3D    | 3C    |

#### Pavouk
|  | Osmifinále                  | Osmifinále                   |                            |       | Čtvrtfinále | Čtvrtfinále |  |  | Semifinále | Semifinále |  |  | Finále | Finále |
|  |                             |                              |                            |       |             |             |  |  |            |            |  |  |        |        |
|  | 27. června 2021 – Sevilla   |                              |                            |       |             |             |  |  |            |            |  |  |        |        |
|  |                             |                              |                            |       |             |             |  |  |            |            |  |  |        |        |
|  | Belgie                      | 1                            |                            |       |             |             |  |  |            |            |  |  |        |        |
|  | Belgie                      | 1                            | 2. července 2021 – Mnichov |       |             |             |  |  |            |            |  |  |        |        |
|  | Portugalsko                 | 0                            |                            |       |             |             |  |  |            |            |  |  |        |        |
|  | Portugalsko                 | 0                            | Belgie                     | 1     |             |             |  |  |            |            |  |  |        |        |
|  | 26. června 2021 – Londýn    |                              | Belgie                     | 1     |             |             |  |  |            |            |  |  |        |        |
|  |                             | Itálie                       | 2                          |       |             |             |  |  |            |            |  |  |        |        |
|  | Itálie (prodl.)             | Itálie                       | 2                          | 2     |             |             |  |  |            |            |  |  |        |        |
|  | Itálie (prodl.)             |                              | 6. července 2021 – Londýn  | 2     |             |             |  |  |            |            |  |  |        |        |
|  | Rakousko                    | 1                            |                            |       |             |             |  |  |            |            |  |  |        |        |
|  | Rakousko                    | 1                            | Itálie (pen.)              | 1 (4) |             |             |  |  |            |            |  |  |        |        |
|  | 28. června 2021 – Bukurešť  |                              | Itálie (pen.)              | 1 (4) |             |             |  |  |            |            |  |  |        |        |
|  |                             | Španělsko                    | 1 (2)                      |       |             |             |  |  |            |            |  |  |        |        |
|  | Francie                     | Španělsko                    | 1 (2)                      | 3 (4) |             |             |  |  |            |            |  |  |        |        |
|  | Francie                     | 2. července 2021 – Petrohrad |                            | 3 (4) |             |             |  |  |            |            |  |  |        |        |
|  | Švýcarsko (pen.)            | 3 (5)                        |                            |       |             |             |  |  |            |            |  |  |        |        |
|  | Švýcarsko (pen.)            | 3 (5)                        | Švýcarsko                  | 1 (1) |             |             |  |  |            |            |  |  |        |        |
|  | 28. června 2021 – Kodaň     |                              | Švýcarsko                  | 1 (1) |             |             |  |  |            |            |  |  |        |        |
|  |                             | Španělsko (pen.)             | 1 (3)                      |       |             |             |  |  |            |            |  |  |        |        |
|  | Chorvatsko                  | Španělsko (pen.)             | 1 (3)                      | 3     |             |             |  |  |            |            |  |  |        |        |
|  | Chorvatsko                  |                              | 11. července 2021 – Londýn | 3     |             |             |  |  |            |            |  |  |        |        |
|  | Španělsko (prodl.)          | 5                            |                            |       |             |             |  |  |            |            |  |  |        |        |
|  | Španělsko (prodl.)          | 5                            | Itálie (pen.)              | 1 (3) |             |             |  |  |            |            |  |  |        |        |
|  | 29. června 2021 – Glasgow   |                              | Itálie (pen.)              | 1 (3) |             |             |  |  |            |            |  |  |        |        |
|  |                             | Anglie                       | 1 (2)                      |       |             |             |  |  |            |            |  |  |        |        |
|  | Švédsko                     | Anglie                       | 1 (2)                      | 1     |             |             |  |  |            |            |  |  |        |        |
|  | Švédsko                     | 3. července 2021 – Řím       |                            | 1     |             |             |  |  |            |            |  |  |        |        |
|  | Ukrajina (prodl.)           | 2                            |                            |       |             |             |  |  |            |            |  |  |        |        |
|  | Ukrajina (prodl.)           | 2                            | Ukrajina                   | 0     |             |             |  |  |            |            |  |  |        |        |
|  | 29. června 2021 – Londýn    |                              | Ukrajina                   | 0     |             |             |  |  |            |            |  |  |        |        |
|  |                             | Anglie                       | 4                          |       |             |             |  |  |            |            |  |  |        |        |
|  | Anglie                      | Anglie                       | 4                          | 2     |             |             |  |  |            |            |  |  |        |        |
|  | Anglie                      |                              | 7. července 2021 – Londýn  | 2     |             |             |  |  |            |            |  |  |        |        |
|  | Německo                     | 0                            |                            |       |             |             |  |  |            |            |  |  |        |        |
|  | Německo                     | 0                            | Anglie (prodl.)            | 2     |             |             |  |  |            |            |  |  |        |        |
|  | 27. června 2021 – Budapešť  |                              | Anglie (prodl.)            | 2     |             |             |  |  |            |            |  |  |        |        |
|  |                             | Dánsko                       | 1                          |       |             |             |  |  |            |            |  |  |        |        |
|  | Nizozemsko                  | Dánsko                       | 1                          | 0     |             |             |  |  |            |            |  |  |        |        |
|  | Nizozemsko                  | 3. července 2021 – Baku      |                            | 0     |             |             |  |  |            |            |  |  |        |        |
|  | Česko                       | 2                            |                            |       |             |             |  |  |            |            |  |  |        |        |
|  | Česko                       | 2                            | Česko                      | 1     |             |             |  |  |            |            |  |  |        |        |
|  | 26. června 2021 – Amsterdam |                              | Česko                      | 1     |             |             |  |  |            |            |  |  |        |        |
|  |                             | Dánsko                       | 2                          |       |             |             |  |  |            |            |  |  |        |        |
|  | Wales                       | Dánsko                       | 2                          | 0     |             |             |  |  |            |            |  |  |        |        |
|  | Wales                       |                              |                            | 0     |             |             |  |  |            |            |  |  |        |        |
|  | Dánsko                      | 4                            |                            |       |             |             |  |  |            |            |  |  |        |        |
|  | Dánsko                      | 4                            |                            |       |             |             |  |  |            |            |  |  |        |        |

#### Osmifinále
| 26. června 2021 18:00 |        |                                              |                                                                       |
| Wales                 | 0 : 4  | Dánsko                                       | Johan Cruyff Arena, Amsterdam diváci: 14 645 rozhodčí: Daniel Siebert |
|                       | Zpráva | Dolberg 27', 48' Mæhle 88' Braithwaite 90+4' | Johan Cruyff Arena, Amsterdam diváci: 14 645 rozhodčí: Daniel Siebert |

| 26. června 2021 21:00   |            |                |                                                                 |
| Itálie                  | 2 : 1 (PP) | Rakousko       | Wembley Stadium, Londýn diváci: 18 910 rozhodčí: Anthony Taylor |
| Chiesa 95' Pessina 105' | Zpráva     | Kalajdžić 114' | Wembley Stadium, Londýn diváci: 18 910 rozhodčí: Anthony Taylor |

| 27. června 2021 18:00 |        |                      |                                                                 |
| Nizozemsko            | 0 : 2  | Česko                | Puskás Aréna, Budapešť diváci: 52 834 rozhodčí: Sergej Karasjov |
|                       | Zpráva | Holeš 68' Schick 80' | Puskás Aréna, Budapešť diváci: 52 834 rozhodčí: Sergej Karasjov |

| 27. června 2021 21:00 |        |             |                                                          |
| Belgie                | 1 : 0  | Portugalsko | La Cartuja, Sevilla diváci: 11 504 rozhodčí: Felix Brych |
| T. Hazard 42'         | Zpráva |             | La Cartuja, Sevilla diváci: 11 504 rozhodčí: Felix Brych |

| 28. června 2021 18:00                   |            |                                                                      |                                                     |
| Chorvatsko                              | 3 : 5 (PP) | Španělsko                                                            | Parken, Kodaň diváci: 22 771 rozhodčí: Cüneyt Çakır |
| Pedri 20' (vl.) Oršić 85' Pašalić 90+2' | Zpráva     | Sarabia 38' Azpilicueta 57' F. Torres 77' Morata 100' Oyarzabal 103' | Parken, Kodaň diváci: 22 771 rozhodčí: Cüneyt Çakır |

| 28. června 2021 21:00      |            |                                   |                                                                              |
| Francie                    | 3 : 3 (PP) | Švýcarsko                         | Národní stadion, Bukurešť diváci: 22 642 rozhodčí: Fernando Andres Rapallini |
| Benzema 57', 59' Pogba 75' | Zpráva     | Seferović 15', 81' Gavranović 90' | Národní stadion, Bukurešť diváci: 22 642 rozhodčí: Fernando Andres Rapallini |

|                                     |       | Penaltový rozstřel                     |  |
| Pogba Giroud Thuram Kimpembe Mbappé | 4 : 5 | Gavranović Schär Akanji Vargas Mehmedi |  |

| 29. června 2021 18:00 |        |         |                                                                 |
| Anglie                | 2 : 0  | Německo | Wembley Stadium, Londýn diváci: 41 973 rozhodčí: Danny Makkelie |
| Sterling 75' Kane 86' | Zpráva |         | Wembley Stadium, Londýn diváci: 41 973 rozhodčí: Danny Makkelie |

| 29. června 2021 21:00 |            |                            |                                                              |
| Švédsko               | 1 : 2 (PP) | Ukrajina                   | Hampden Park, Glasgow diváci: 9 221 rozhodčí: Daniele Orsato |
| Forsberg 43'          | Zpráva     | Zinčenko 27' Dovbyk 120+1' | Hampden Park, Glasgow diváci: 9 221 rozhodčí: Daniele Orsato |

#### Čtvrtfinále
| 2. července 2021 18:00 |            |                  |                                                                        |
| Švýcarsko              | 1 : 1 (PP) | Španělsko        | Krestovskij stadion, Petrohrad diváci: 24 764 rozhodčí: Michael Oliver |
| Shaqiri 68'            | Zpráva     | Zakaria 8' (vl.) | Krestovskij stadion, Petrohrad diváci: 24 764 rozhodčí: Michael Oliver |

|                                |       | Penaltový rozstřel                   |  |
| Gavranović Schär Akanji Vargas | 1 : 3 | Busquets Olmo Rodri Moreno Oyarzabal |  |

| 2. července 2021 21:00 |        |                         |                                                               |
| Belgie                 | 1 : 2  | Itálie                  | Allianz Arena, Mnichov diváci: 12 984 rozhodčí: Slavko Vinčić |
| Lukaku 45+2' (pen.)    | Zpráva | Barella 31' Insigne 44' | Allianz Arena, Mnichov diváci: 12 984 rozhodčí: Slavko Vinčić |

| 3. července 2021 18:00 |        |                        |                                                                 |
| Česko                  | 1 : 2  | Dánsko                 | Olympijský stadion, Baku diváci: 16 306 rozhodčí: Björn Kuipers |
| Schick 49'             | Zpráva | Delaney 5' Dolberg 42' | Olympijský stadion, Baku diváci: 16 306 rozhodčí: Björn Kuipers |

| 3. července 2021 21:00 |        |                                        |                                                           |
| Ukrajina               | 0 : 4  | Anglie                                 | Stadio Olimpico, Řím diváci: 11 880 rozhodčí: Felix Brych |
|                        | Zpráva | Kane 4', 50' Maguire 46' Henderson 63' | Stadio Olimpico, Řím diváci: 11 880 rozhodčí: Felix Brych |

#### Semifinále
| 6. července 2021 21:00 |            |            |                                                              |
| Itálie                 | 1 : 1 (PP) | Španělsko  | Wembley Stadium, Londýn diváci: 57 811 rozhodčí: Felix Brych |
| Chiesa 60'             | Zpráva     | Morata 80' | Wembley Stadium, Londýn diváci: 57 811 rozhodčí: Felix Brych |

|                                                 |       | Penaltový rozstřel        |  |
| Locatelli Belotti Bonucci Bernardeschi Jorginho | 4 : 2 | Olmo Moreno Thiago Morata |  |

| 7. července 2021 21:00    |            |               |                                                                 |
| Anglie                    | 2 : 1 (PP) | Dánsko        | Wembley Stadium, Londýn diváci: 64 950 rozhodčí: Danny Makkelie |
| Kjaer 39' (vl.) Kane 104' | Zpráva     | Damsgaard 30' | Wembley Stadium, Londýn diváci: 64 950 rozhodčí: Danny Makkelie |

#### Finále
| 11. července 2021 21:00 |            |         |                                                                |
| Itálie                  | 1 : 1 (PP) | Anglie  | Wembley Stadium, Londýn diváci: 67 173 rozhodčí: Björn Kuipers |
| Bonucci 67'             | Zpráva     | Shaw 2' | Wembley Stadium, Londýn diváci: 67 173 rozhodčí: Björn Kuipers |

|                                               |       | Penaltový rozstřel                |  |
| Berardi Belotti Bonucci Bernardeschi Jorginho | 3 : 2 | Kane Maguire Rashford Sancho Saka |  |

## Marketing
Oficiální logo bylo představeno 21. září 2016 na ceremoniálu v Londýně. Je na něm vyobrazena trofej pro vítěze turnaje obklopená radujícími se fanoušky stojícími na mostě. Každé pořadatelské město má svoji unikátní verzi loga. Oficiálním sloganem, který má za účel přilákat fanoušky k návštěvě stadionů naživo, je "Live it. For Real." Podoba oficiální míče Uniforia od firmy Adidas byla zveřejněna 6. listopadu 2019. Míč je převážně bílý s modrými, neonovými a růžovými pruhy. Oficiálním maskotem se stal 24. března 2019 Skillzy, postava inspirovaná pouličním a freestyle fotbalem. Jako oficiální hudební umělec, který měl za úkol vytvořit hudbu pro celý turnaj byl vybrán nizozemský DJ Martin Garrix. Ten společně se zpěváky Bono a The Edge z irské rockové kapely U2 vytvořil oficiální skladbu turnaje, "We Are The People", která byla zveřejněna 14. května 2021.

## Incidenty a kontroverze

### Ukrajinské dresy
Tým Ukrajiny představil dres pro šampionát, který zdobí mapa státních hranic včetně Krymu. Tento poloostrov byl v roce 2014 anektován Ruskou federací, ale Ukrajina jej stále považuje za součást svého území. Na dresu se také nacházel slogan „Sláva Ukrajině! Sláva hrdinům!“ Mluvčí ruského ministerstva zahraničí Maria Zacharovová uvedla, že slogan byl nacionalistický a napodoboval nacistické heslo. Ruský poslanec Dmitrij Sviščov vyzval UEFA, aby zasáhla, protože tričko bylo „naprosto nevhodné“. UEFA uvedla, že o mapě Ukrajiny není sporu, protože odráží hranice uznané OSN, zatímco nařídila odstranění fráze, protože „konkrétní kombinace obou sloganů je považována za zjevně politickou povahu, která má historický a militaristický význam“.

### Kolaps Christiana Eriksena
Zápas Dánska s Finskem ve skupině B byl několik minut před poločasem přerušen poté, co dánský záložník Christian Eriksen zkolaboval na hřišti v důsledku náhlé zástavy srdce. Byl převezen do nemocnice Rigshospitalet a stabilizován, zápas pokračoval z rozhodnutí dánského týmu později večer. Po zápase dánský tým prohlásil, že bylo nespravedlivé, že se musel rozhodnout pokračovat v zápase. Bývalý reprezentant Peter Schmeichel prohlásil, že dánský tým dostal od UEFA tři možnosti: dohrát zápas ještě ten den, dohrát zápas následující den ve 12 hodin, nebo zápas vzdát a prohrát 0:3. UEFA popřela, že by některému z týmů hrozila kontumace.
Britská televizní stanice BBC obdržela více než 6 000 stížností kvůli videopřenosu UEFA, který vysílal živé záběry Eriksena, jak na hřišti dostává umělé dýchání.

### Urážky Marka Arnautoviće
V zápase Rakouska se Severní Makedonií 13. června 2021 urazil rakouský hráč Marko Arnautović makedonského hráče Ezgjana Alioskiho a jeho rodinu po jeho gólu na 3:1. Arnautović je srbského původu a Alioski je Albánec; obě země jsou již desítky let v politickém konfliktu kvůli Kosovu. Makedonská fotbalová federace podala po zápase stížnost k UEFA a požadovala jasný trest. Kontrolní výbor UEFA poté zahájil vyšetřování. Výsledkem bylo, že Arnautović dostal od UEFA zákaz startu v následujícím utkání za "urážku protihráče", a nemohl tak nastoupit ve druhém utkání Rakouska ve skupině proti Nizozemsku.

### Odstraňování marketingových lahví s nápoji
Na tiskové konferenci před zápasem Maďarska s Portugalskem 14. června 2021 Cristiano Ronaldo odstranil ze stolu lahve Coca-Coly a poté před kamerou držel láhev s vodou, aby zdůraznil, že voda, která je tělu prospěšnější než Coca-Cola nebo limonáda, je jeho ideálním nápojem. Mělo se za to, že Ronaldovo jednání stojí za propadem tržní hodnoty Coca-Coly, ale později se zjistilo, že s tím nemá nic společného. Po zápase Francie s Německem francouzský hráč Paul Pogba, který je muslimského vyznání, na tiskové konferenci odsunul ze stolu lahve nealkoholického piva Heineken. Po těchto dvou akcích UEFA promluvila s každým týmem účastnícím se mistrovství Evropy, v níž poukázala na důležitost sponzorů. UEFA také uvedla, že pokud se to bude opakovat, budou těmto hráčům uděleny tresty.